# David DeFeis
David DeFeis (ur. 4 stycznia 1961 w Nowym Jorku), to amerykański wokalista, kompozytor oraz instrumentalista klawiszowiec, znany z występów w grupie muzycznej Virgin Steele.

## Dyskografia
- Avantasia - The Metal Opera (2001, gościnnie)[3]
- Avantasia - The Metal Opera Part II (2002, gościnnie)[4]
- Timo Tolkki's Avalon - Angels of the Apocalypse (2014, gościnnie)[5]